# Oborci
Oborci (en cyrillique : Оборци) est un village de Bosnie-Herzégovine. Il est situé dans la municipalité de Donji Vakuf, dans le canton de Bosnie centrale et dans la fédération de Bosnie-et-Herzégovine. Selon les premiers résultats du recensement bosnien de 2013, il compte 648 habitants.

## Histoire
Sur le territoire du village se trouvent les vestiges d'une basilique remontant à l'Antiquité tardive ; ce site archéologique et les objets découverts sur le site et conservés au Musée national de Bosnie-Herzégovine de Sarajevo sont inscrits sur la liste des monuments nationaux de Bosnie-Herzégovine.

## Démographie

### Évolution historique de la population
| 1948 | 1953 | 1961 | 1971 | 1981 | 1991 | 2013 |
| ---- | ---- | ---- | ---- | ---- | ---- | ---- |
| -    | -    | 119  | 127  | 175  | 652  | 648  |

|  |

### Communauté locale
En 1991, la communauté locale d'Oborci comptait 1 101 habitants, répartis de la manière suivante :